# Claus Peter Seifert

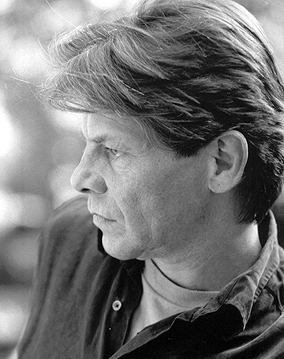
Claus Peter Seifert (2012)

Claus Peter Seifert (* 17. Februar 1958 in München) ist ein deutscher Theaterregisseur, Schauspieler und Coach.

## Leben
Claus Peter Seifert machte 1978 Abitur, studierte Politische Wissenschaften und Architektur in München, bevor er 1980 seine Schauspielausbildung absolvierte. Er spielte in Deutschland und in Österreich an mehreren Theatern, darunter am Landestheater Salzburg, Württembergische Landesbühne Esslingen, Theater Ulm, Münchner Volkstheater, Staatstheater am Gärtnerplatz München und Modernes Theater München. Neben seiner Theatertätigkeit war er als Darsteller in vielen Film- und Fernsehproduktionen tätig. Seit 2000 arbeitet Claus Peter Seifert fast ausschließlich als Theaterregisseur, Theaterleiter/Intendant, Coach und Schauspieler.
2001 gründete er den inkunst e. V. zusammen mit Dirk Engler und Barbara Koreis, 2002 stieß Mario Andersen dazu, 2002 gründete er das Theater Halle 7 in der Münchner Waltherstraße. 2008 gründete er Acting For Film u. a. mit Thomas Haaf, Robert Spitz und Celino Bleiweiß.
2011 gründete er die Coach Company München zusammen mit Jutta Ina Masurath. 2013/2014 war er Coach beim Deutschen Erwachsenen-Bildungswerk (DEB).

## Theaterregie
- 2000: „Stella“ (Johann Wolfgang von Goethe), Theater und so fort München
- 2001: „Quartett“ (Heiner Müller), Theater und so fort München
- 2001: „Der Kirschgarten“ (Anton Pawlowitsch Tschechow), Metropoltheater München
- 2002: „Durstige Vögel“ (Kristo Šagor), Theater Halle 7 München
- 2002: „Miss Sara Sampson“ (Gotthold Ephraim Lessing), Theater Halle 7 München
- 2002: „Männer und Frauen“ (Moritz Rinke), Theater Halle 7 München
- 2003: „Gestochen Scharfe Polaroids“ (Mark Ravenhill), Niederbayerisches Landestheater Landshut
- 2003: „Täter“ (Thomas Jonigk), Theater Halle 7 München
- 2003: „Die Brücke“ (Jaan Tätte), Theater Halle 7 München
- 2004: „Dreier“ (Jens Roselt), Theater Halle 7 München
- 2004: „Die Zeit der Planks“ (Sergi Belbel), Theater Halle 7 München
- 2004: „Sechs Tanzstunden In Sechs Wochen“ (R. Alfieri), Torturmtheater Sommerhausen
- 2004: „Terrorismus“ (Gebrüder Presnjakow (Oleg und Wladimir)), Theater Halle 7 München
- 2004: „Prinzessin Nikoletta“ (Rebekka Kricheldorf), Theater Halle 7 München
- 2005: „Zärtlich“ (A. Morgan), Theater Halle 7 München
- 2005: „Fragmente Einer Sprache Der Liebe“ (Roland Barthes), Theater Halle 7 München
- 2005: „Verzeihung, Ihr Alten, Wo Finde Ich.“ (Christian Lollike), Theater Halle 7 München
- 2006: „retten – zerstören“ (Robert Woelfl), Theater Halle 7 München
- 2006: „Zwei Waagerecht“ (Jerry Meyer), Torturmtheater Sommerhausen
- 2007: „Casting In Kursk“ (Alexander Galin), Theater Halle 7 München
- 2007: „Enigma“ (Éric-Emmanuel Schmitt), Torturmtheater Sommerhausen
- 2008: „Ressource Liebe“ (Robert Woelfl), Theater Halle 7 München
- 2008: „Wandernutten“ (Theresia Walser), Theater Halle 7 München
- 2009: „Die Andere Seite“ (Dejan Dukowski), Theater Halle 7 München
- 2009: „Der Schein Trügt“ (Thomas Bernhard), Torturmtheater Sommerhausen
- 2010: „Wildnis Und Casinos“ (Robert Woelfl), Theater Halle 7 München
- 2010: „Installation Liebe“ (Seifert/Campoi), Theater Halle 7 München
- 2011: „Protection“ (Anja Hilling), Theater Halle 7 München
- 2011: „Installation Liebe“ (Seifert/Campoi), Kammerspiele Landshut
- 2012: „Das Ende Der Paarung“ (Franz Xaver Kroetz), werkmünchen/Theater Halle 7[2]
- 2013: „Die Kleinbürger“ (Maxim Gorki), I-camp/Neues Theater München
- 2013: „Kinder der Sonne“ (Maxim Gorki), I-camp/Neues Theater München
- 2014: „PhaidraHippolytosLiebe“ (Michael Wüst), I-camp/Neues Theater München
- 2016 „Aftermath“  (Michael Wüst) Theater Werkmünchen
- 2017 „Frl Smillas Gespür für Schnee“ Theater Werkmünchen
- 2017 „Der Gitarrenmann“ (Jon Fosse) Theater Werkmünchen

## Schauspieler (Film/Fernsehen)
- Hans im Glück (1 Folge, 1987)
- Derrick (2 Folgen, 1987)
- The Contract (GB 1988) (3 Folgen)
- Marleneken (1990)
- Der Bergdoktor (1 Folge, 1994)
- Forsthaus Falkenau (1 Folge, 1996)
- Marienhof (25 Folgen, 1997–1998)
- Café Meineid (3 Folgen, 2000–2002)
- Der Clown Als Krick (Folge: Gedächtnisschwund 2001)
- Alarm für Cobra 11 – Die Autobahnpolizei (Folge Der perfekte Mord, 2002)
- Die Rosenheim-Cops (Folge Tödliches Erbe, 2002)
- „Father Ruppert Mayer“ Richter Amann (Regie: Damian Chapa, 2014)
- München 7 (1 Folge, 2015)
- Unter Verdacht – Verlorene Sicherheit (2017)
- Hubert ohne Staller (Folge Eine smarte Dame, 2018)
- Der Makler (2019)
- Endliche Freiheit (2019)
- Fabrication (2019)
- Trauma (2020)
- Aktenzeichen XY (2020)
- Buridan (2021)
- The Pleasure Of A Lie (2021)
- Der Bozen-Krimi – Verspieltes Glück (2022)
- Pink Rabbit (2022)
- Don’t mess things up (2023)
- Gefesselt (2023)
- Der Alte (Folge Helden von nebenan, 2023)
- Hubert ohne Staller – Dem Himmel ganz nah (2024)